# Chalcidica mineus
Chalcidica mineus is een vlinder uit de familie van de Houtboorders (Cossidae). De wetenschappelijke naam van deze soort is voor het eerst voorgesteld als Phalaena (Bombyx) mineus door Pieter Cramer in een publicatie uit 1777.
De soort komt voor in India, Sri Lanka, de Andamanen, Nepal, Bangladesh, China (Yunnan, Guangxi), Laos, Vietnam, Cambodja, Thailand, de Filipijnen, Maleisië, Indonesië, Brunei, Nieuw-Guinea en de Solomonseilanden.